# AMX Au F1
AMX Au F1 – współczesna francuska haubicoarmata samobieżna skonstruowana w latach 70. XX wieku. Pierwszy prototyp powstał w 1974 roku. W latach 1974–1975 powstała seria próbna. Po jej testach w 1977 roku rozpoczęto produkcję seryjną. Do uzbrojenia armii francuskiej została wprowadzona w 1979 roku. Znajduje się również na wyposażeniu jednostek artyleryjskich Iraku i Arabii Saudyjskiej. Nazwa broni jest skrótem od Grande Cadence de Tir - o dużej szybkostrzelności.

## Historia
Prace nad haubicą AMX Au F1 rozpoczęto na początku lat 70. XX wieku. Pierwszy prototyp był gotowy w 1973 roku. Do budowy działa użyto podwozia czołgu AMX-30. Usunięto z niego kadłubowy magazyn amunicji, a dodano generator prądu elektrycznego o napięciu 28V (o mocy 5kW), oraz klimatyzator i nowy system wentylacyjny. Masa przebudowanego podwozia zmniejszyła się o dwie tony. W miejscu wieży czołgowej umieszczono nową, mieszczącą haubicoarmatę GCT F1 kalibru 155 mm, magazyn amunicji, oraz zmechanizowany układ ładowania.
Działa samobieżne AMX Au F1 zostały przyjęte do uzbrojenia armii francuskiej. Później znalazły się na uzbrojeniu armii Kuwejtu (18 szt.), Arabii Saudyjskiej (50 szt.) i Iraku (85 szt.). W celu zainteresowania innych odbiorców powstały wersje GCT wykorzystujące podwozia czołgów Leopard 1, T-72, Arjun, ale żadna z nich nie trafiła do produkcji seryjnej.
Haubica GCT została użyta bojowo przez armie Arabii Saudyjskiej i Iraku podczas I wojny w Zatoce Perskiej.

## Opis konstrukcji
AMX Au F1 jest polowym działem samobieżnym. Załogę pojazdu tworzy dowódca, działonowy, ładowniczy i mechanik-kierowca. Kierowca zajmuje miejsce w kadłubie, reszta załogi w wieży. Kadłub AMX Au F1 jest wykonany ze spawanych płyt ze stali pancernej. W przedniej części kadłuba znajdują się przedziały kierowania, środkowej przedział bojowy z wieżą, a w tylnej przedział napędowy. W przedziale kierowania stanowiska ma mechanik-kierowca. Kierowca zajmuje miejsce w pojeździe przez właz w stropie kadłuba. Podczas jazdy obserwuje teren za pomocą peryskopów.
Wieża pancerna jest spawana z płyt pancernych. Po jej lewej stronie znajduje się stanowisko ładowniczego, po prawej celowniczego i dowódcy. Załoga zajmuje miejsce w wieży przez dwa prostokątne włazy z boku wieży i dwa okrągłe w jej stropie.
W wieży znajduje się zasadnicze uzbrojenie wozu: 155 mm haubicoarmata GCT F1. Lufa haubicoarmaty wyposażona jest w hamulec wylotowy i ma długość 40 kalibrów. Kąt ostrzału w płaszczyźnie pionowej -4 do +66°. Zamek działa jest otwierany hydraulicznie (awaryjnie ręcznie). Z tyłu wieży znajduje się magazyn amunicji mieszczący 42 pociski i ładunki miotające.
Haubicoarmata GCT jest ładowana przez automat ładujący lub ręcznie. Szybkostrzelność przy ładowaniu automatycznym 8 strz./min., ręcznym 2-3 strz./min. GCT może wystrzeliwać dowolne pociski artyleryjskie o standardowym kalibrze NATO równym 155 mm. Donośność zwykłych pocisków dochodzi do 28 km, z dodatkowym napędem rakietowym 31,5 km.
Do strzelania z działa stosuje się naboje m.in. z pociskiem odłamkowo-burzącym zwykłym (o masie 43,35 kg lub 43,75 kg), z generatorem gazowym, tzw. base bleed (43,5 kg), z dodatkowym napędem rakietowym (43,5 kg), dymnym (43,15 kg lub 43,5 kg), oświetlającym (43,5 kg) oraz ćwiczebnym (43,25 kg lub 43,75 kg).
Uzbrojenie dodatkowe GCT stanowi 7,62 mm przeciwlotniczy karabin maszynowy AAT M52 (z 2050 nabojami) lub 12,7 mm Browning M2HB (z 800 nabojami), zamontowany z lewej strony na wieży oraz wyrzutnie (2x2) granatów dymnych, umieszczone z przodu wieży, na dole.
Napęd AMX Au F1 stanowi 12-cylindrowy, czterosuwowy, wysokoprężny, silnik Hispano-Suiza HS-110. Moc silnika wynosi 530 kW.
AMX Au F1 posiada zawieszenie niezależne na wałkach skrętnych. Każde z 10 kół jezdnych jest połączone za pomocą wahacza z wałkiem skrętnym. Napęd z silnika jest przekazywany na znajdujące się w tylnej części pojazdu koła napędowe. Z przodu pojazdu znajdują się koła napinające. Koła jezdne są kołami podwójnymi. Wahacze pierwszej i ostatniej pary kół współpracują z hydraulicznymi amortyzatorami. dodatkowo z każdej strony znajduje się 5 rolek podtrzymujących gąsienice.